# Buček
Buček (německy Butschek) je vesnice, část města Kožlany v severní části okresu Plzeň-sever v Plzeňském kraji. Katastrální území Buček zaujímá rozlohu 268 ha. V roce 2011 zde trvale žilo 59 obyvatel.

## Historie
Ves je poprvé uváděna v potvrzení majetku plaského kláštera papežem Inocencem IV. z roku 1250 pod jménem Buk, ale byla vysazena až roku 1344 emfyteuticky, tj. formou dědičného nájmu. Roku 1419, na počátku husitských válek, zastavil plaský opat Gotfrýd ves doživotně Hanuše z Kolovrat. Buček však v průběhu husitských válek částečně zaniká a zcela obnoven byl až v druhé polovině 17. století.
Po roce 1554 byl Buček v zástavě Floriána Gryspeka a do majetku plaského kláštera se vrátil až roku 1623 jako důsledek pobělohorských konfiskací Ferdinanda II., přičemž klášteru patřil až do jeho zániku v roce 1785.

## Přírodní poměry
Na severu Buček sousedí s Hodyní, na východě s Brodeslavy, na jihozápadě s Lednicí a na severozápadě s Kralovicemi. Leží čtyři kilometry jihovýchodně od Kralovic na svahu pravého břehu Kralovického potoka, který se před mostem silnice na Dřevec stéká s Dřeveckým potokem.

## Obyvatelstvo
| Rok            | 1869 | 1880 | 1890 | 1900 | 1910 | 1921 | 1930 | 1950 | 1961 | 1970 | 1980 | 1991 | 2001 | 2011 | 2021 |
| -------------- | ---- | ---- | ---- | ---- | ---- | ---- | ---- | ---- | ---- | ---- | ---- | ---- | ---- | ---- | ---- |
| Počet obyvatel | 132  | 158  | 113  | 117  | 117  | 137  | 109  | 86   | 80   | 62   | 61   | 47   | 54   | 59   | 57   |
| Počet domů     | 19   | 29   | 20   | 21   | 21   | 21   | 21   | 21   | 21   | 17   | 14   | 17   | 17   | 16   | 20   |

## Obecní správa
Při sčítání lidu v letech 1869–1880 Buček byl osadou obce Dřevec v okrese Kralovice. V letech 1890–1950 byl samostatnou obcí, se kterým patřil nejprve do okresu Kralovice, ale v roce 1950 v okrese Plasy. V letech 1961–1976 byl opět částí obce Dřevec v okrese Plzeň-sever. Od 30. dubna 1976 je částí města Kožlany v okrese Plzeň-sever.

## Památky
- zděná osmiboká kaplička se stanovou střechou a sanktusníkem
- roubený špýchar v čp. 9 v horní části návsi
- částečně roubená chalupa ve statku čp. 4
- jedinečné roubené obytné stavení a roubená stodola v areálu tzv. Dolního Rabasova mlýna